# Scleroderma paradoxum
Scleroderma paradoxum är en svampart som beskrevs av G.W. Beaton 1982. Scleroderma paradoxum ingår i släktet Scleroderma och familjen rottryfflar.   Inga underarter finns listade i Catalogue of Life.